# Folkstaten Hessen
Folkstaten Hessen var ett förbundsland i Tyska riket som bildades ur Storhertigdömet Hessen 1918 och upplöstes efter andra världskriget 1945. Hessen var till storleken den åttonde och till folkmängden den sjunde av Tyska rikets delstater.

## Politik och förvaltning
Enligt författningen av 12 december 1919 var Hessen en republik
(Volksstaat). Representationen (lantdag) bestod av en kammare om 70, minst 25 år gamla ledamöter, valda för 3
år vf alla tyska medborgare i Hessen, män och kvinnor, som fyllt 20 år, proportionellt enligt d'Hondtska regeln,
varvid hela landet bildar en enda valkrets (vallagen
16 mars 1921 och landsvalordningen 14 juni samma år). Den samlas självmant och dessutom på presidentens särskilda kallelse, som måste utgå på begäran av en tredjedel av medlemmarna, samt kunde upplösas endast genom folkbeslut på begäran av antingen tjugondel av valmanskåren eller av hela landsregeringen. Denna handhades av en ministär, med lantdagens gillande utsedd av en av denna vart tredje år vald statspresident, tillika regeringens ordförande, och är ansvarig inför dagen, som i vissa fall kan anklaga den inför en delvis av lantdagen, delvis av Hessens högsta domstol
(Oberlandesgericht) utsedd statsdomstol. Vid alla val, även kommunala, tillämpades allmän, lika och direkt rösträtt efter proportionell metod.
Budgeten balanserade finansåret 1922-23 med 1 156 miljoner mark,
och statsskulden uppgick 1922 till 173,06 miljoner mark.

## Historia
I oktober 1918 infördes i Hessen parlamentariskt
styrelsesätt, och några veckor senare följde där liksom i andra delar av Tyska riket revolution.
Storhertig Ernst Ludvig förklarades (10 november) avsatt, och republiken utropades. Regeringen övertogs av en koalitionsministär av socialdemokrater och borgerlig vänster under ledning av socialdemokraten
Carl Ulrich, vilken efter antagandet av fristatens nya författning 1919 blev Hessens förste statspresident (han var också regeringsordförande och utrikesminister). Rheinhessen hörde enligt
Versaillesfördraget till det (till 1935)
av de allierade ockuperade området (franska ockupationszonen).
Efter Tyskland nederlag i andra världskriget hamnade Folkstaten Hessen den amerikanska ockupationszonen. 1946 förenades större delen av Folkstaten med den tidigare preussiska provinsen Hessen-Nassau för att bilda det nya förbundslandet Hessen, medan Rheinhessen förenades med förbundslandet Rheinland-Pfalz.